# Sanrawat Dechmitr
Sanrawat Dechmitr (en tailandés: สรรวัชญ์ เดชมิตร; Samut Prakan, Tailandia, 3 de agosto de 1989) es un exfutbolista de Tailandia que jugaba en la posición de centrocampista.

## Carrera

### Club
| Periodo   | Club                               | Apariciones | Goles |
| --------- | ---------------------------------- | ----------- | ----- |
| 2008-2009 | Tampines Rovers                    | 7           | 0     |
| 2009-2010 | Bangkok Glass                      | 34          | 5     |
| 2011-2013 | BEC Tero Sasana                    | 15          | 5     |
| 2013-2022 | Bangkok United                     | 175         | 19    |
| 2021-2022 | → Ratchaburi Mitr Phol FC (cedido) | 25          | 1     |
| 2022      | → Kedah Darul Aman FC (cedido)     | 13          | 1     |

### Selección nacional
Jugó para Tailandia sub-23 en tres partidos de los Juegos Asiáticos de 2010. Jugó para la selección mayor en 31 ocasiones de 2013 a 2023, ganó el Campeonato de la AFF de 2022 y participó en la Copa Asiática 2019.

## Logros

### Selección nacional
- King's Cup: 2016, 2017
- AFF Championship: 2022

### Individual
- Jugador del mes de la Thai League 1: Agosto 2015[4]
- Equipo Ideal de la Copa Suzuki AFF 2018
- Equipo Ideal de la ASEAN Football Federation: 2019[5]